# Праулиенская волость
Пра́улиенская во́лость (латыш. Praulienas pagasts; устар. Прауленская волость) — одна из двадцати двух территориальных единиц Мадонского края Латвии. Административным центром волости является село Праулиена.

## География
Территория волости занимает 19 788,5 га, располагаясь на Лубанской равнине и Аронской холмистой равнине Восточно-Латвийской низменности. Высшая точка находится на высоте 147,1 метров над уровнем моря.
На территории волости находится множество озёр, 19 из них имеют площадь более 1 га: Балтиню (16 га), Дибенэзерс (7,1 га) и другие.

## История
В 1935 году площадь волости равнялась 91,4 км², а население составляло 1678 человек (778 мужчин и 900 женщин).